# Кельтесор
Кельтесор (каз. Келтесор) — горько-солёное озеро в районе Магжана Жумабаева Северо-Казахстанской области Казахстана. Находится у казахстанско-российской границы в 12 км к северу от села Александровка и в 10 км к востоку от села Екатериновка.
По данным топографической съёмки 1940-х годов, площадь поверхности озера составляет 12,1 км². Наибольшая длина озера — 7,1 км, наибольшая ширина — 2,6 км. Длина береговой линии составляет 19,2 км, развитие береговой линии — 1,54. Озеро расположено на высоте 114,2 м над уровнем моря.